# Ian Murdock
Ian Murdock, född 28 april 1973 i Konstanz, Västtyskland, död 28 december 2015 i San Francisco, Kalifornien, var en tysk-amerikansk programmerare, grundare av Linuxdistributionen Debian och företaget Progeny Linux Systems. Han skrev Debianmanifestet 1993 som student vid Purdues Universitet, där han fick en kandidatexamen i datorvetenskap 1996. Namnet "Debian" kommer från hans flickvän Deb(ra) och Ian.